# 王寿云
王寿云（1938年—1997年），男，四川自贡人，中国军事系统工程专家，曾任中国系统工程学会副理事长。